# Strongylosoma innotatum
Strongylosoma innotatum är en mångfotingart som beskrevs av Karsch 1881. Strongylosoma innotatum ingår i släktet Strongylosoma och familjen orangeridubbelfotingar. Inga underarter finns listade i Catalogue of Life.